# Soeperman (album)
Soeperman is het eerste album in de gelijknamige stripreeks.

## Synopsis
In dit eerste album worden de hoofdpersonages geïntroduceerd. Leo ontmoet zijn toekomstige gezel na een mislukte zelfmoordpoging. Terwijl Soeperman verschillende boosdoeners aanpakt, doen Bedman, Spinneman, Commissaris Breukebroek en Loes en Borstelaer hun intrede. Het album bestaat uit achttien korte verhalen.

## Uitgave
Dit album werd uitgegeven door Ster Strips in 1988. Het was klein van formaat, wat de details wegdrukte en de vierkleurendruk bevatte fouten. 

In 2008 verscheen het album opnieuw bij uitgeverij Bee Dee.